# 볼히니아와 동부 갈리치아의 폴란드인 학살

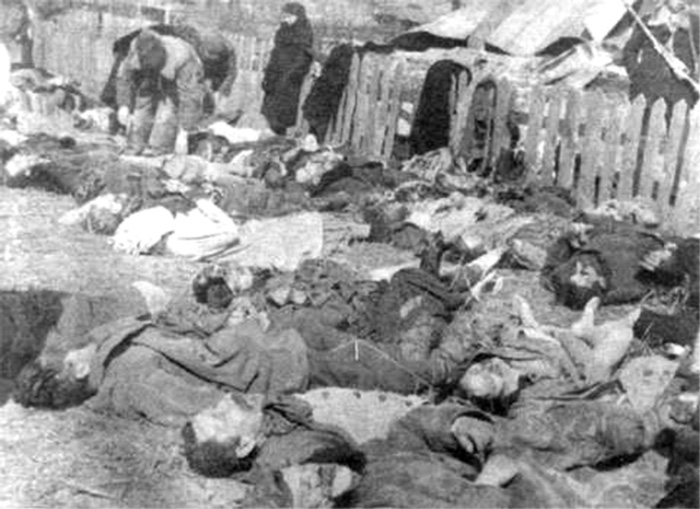
1943년 보윈주에서의 학살

볼히니아와 동부 갈리치아의 폴란드인 학살(폴란드어: rzeź wołyńska, '볼히니아 학살'; 우크라이나어: Волинська трагедія, '볼린 비극')은 1943년부터 1945년까지 볼히니아, 동부 갈리치아, 폴레시아 일부 및 루블린주의 폴란드인을 현지 우크라이나인들의 협조를 받은 우크라이나 반역군(UPA)에 의해 진행됐다. 나치 독일은 또한 폴란드인과 우크라이나인이 서로를 죽이게 부추겼다. 학살의 정점은 1943년 7월과 8월이었다. 학살은 잔혹했고 여성과 아동에게 주로 영향을 미쳤다. UPA의 학살로 10만 명이 죽었다. 폴란드인 가정의 일부였거나 UPA에 대항하여 폴란드인 피난자들을 숨기면서 학살 행위를 방해한 아르메니아인, 유태인, 러시아인, 체코인, 조지아인, 우크라이나인도 희생됐다.
인종청소는 전후에 폴란드 정부가 제2차 세계 대전 이전에 폴란드 영토였던 우크라이나인 다수 지역에 대한 영유권을 주장하지 못 하게 하려는 의도였다. 1942년 가을, 우크라이나 민족주의자 조직(OUN)의 분파였던 반데라 세력은 폴란드인이 해당 지역을 떠나게 할 것을 결정했고 폴란드인 공동체 지도자들과 저항하는 사람들은 제거하는 계획이 세워졌다. 나치 독일에 대항하는 무장 봉기에 참가한 볼히니아 현지 지역의 UPA 지도자들은 수많은 마을에서 학살을 하면서 폴란드인을 공격하기 시작했다. 저항에 직면한 볼히니아 현지 지역의 UPA 사령관 드미트로 클랴치키우스키는 1943년 6월 '전체 폴란드인에 대한 전반적인 물리적 학살'이라는 명령서를 발부했다. 최대 규모 학살은 1943년 7월과 8월에 일어났는데 볼히니아 지역에서의 공격은 1944년 봄에 소련군이 볼히니아로 진군하고 폴란드인 지하조직이 27보병사단을 창설할 때까지 이어졌다. 폴란드인 5-6만 명 정도가 볼히니아에서의 학살로 죽었고 우크라이나인 2-3천 명이 폴란드인에 의한 보복으로 죽었다.
1943년 8월 3차 OUN 회의에서 미콜라 레베드는 UIA의 행위를 강도와 같다고 비난했지만 대표단 다수는 그의 평가에 반대하고 갈리치아에서 반폴란드인 행동을 취할 것을 결정했다. 그러나 다른 방법을 취했다. 1943년 말까지 폴란드인 공동체의 지도자들을 죽이고 폴란드인에게 제노사이드를 경고하며 그들을 서쪽으로 몰아내는 정도였다. 1944년 3월, 로만 슈헤비치가 이끄는 UPA 사령부는 사전경고 후 마을을 습격해서 남성들을 죽이고 건물들을 불태우면서 폴란드인을 동부 갈리치아 밖으로 몰아내는 명령서를 발부했다. 동부 갈리치아의 UPA 사령관 바실 시도르에 의해서도 비슷한 명령이 발부됐다. 해당 명령은 종종 제대로 지켜지지 못했고 마을 전체가 학살됐다. 동부 갈리치아에서는 1943년에서 1946년 사이 OUN과 UPA가 폴란드인 2만 명에서 2만 5천 명을 죽였다. 우크라이나인 1-2천 명이 폴란드 지하조직에 의해 보복 살해됐다.
몇몇 우크라이나인 종교 조직, 기관, 지도자들은 폴란드인 학살에 반대했지만 성과는 별로 없었다. 2008년 폴란드 국회는 UPA의 폴란드인 학살을 '전반적인 제노사이드의 특징을 지닌 범죄'로 정의하는 결의안을 채택했고 2013년에는 해당 학살에 대해 '전반적인 제노사이드의 특징을 지닌 인종청소로 일컫는 결의안을 통과했다. 2016년 7월 22일에는 7월 11일을 우크라이나 민족주의자들에 의한 폴란드 제2공화국 시민 제노사이드 희생자 추모일로 정했다. 이는 우크라이나와 이를 인종청소로 규정하는 몇몇 비폴란드인 역사학자들에 의해 논쟁적이 됐다.